# Valerosas
Valerosas (título original Culottées) es una serie de cómics de Pénélope Bagieu en dos volúmenes, publicados en francés en 2016 y 2017, y en español en 2017 y 2019. Su título completo es Valerosas - Mujeres que hacen solo lo que ellas quieren (Culottées — Des femmes qui ne font que ce qu'elles veulent en francés).
En 2019 recibió el Premio Eisner de la Mejor Edición Estadounidense de Material Extranjero.
Los libros fueron adaptados al cine en una serie de animación de treinta capítulos producida por Silex Films y dirigida por Phuong Mai Nguyen y Charlotte Cambon de Lavalette y emitida por France Télévisions. La serie fue estrenada durante el Festival de Angulema el 31 de enero de 2020.

## Presentación
Cada uno de los dos volúmenes se compone de quince cortas biografías (5 a 10 páginas), cada una enfocada en una niña o una mujer que, durante su vida, enfrentó prohibiciones o normas sociales relacionados con el sexismo o el patriarcado. Se trata de la gran historia contada a través de retratos de mujeres. La autora muestra la vida cotidiana como la gran historia, y se interesa a los momentos claves de la vida de esas mujeres, momentos donde toman decisiones. La elección de las mujeres por la autora se caracteriza por una gran diversidad de épocas y de orígenes culturales, sociales o nacionales: son estrellas del rock, periodista, transgénero y cantante, emperatriz, activista, militante feminista, atleta… Algunas de ellas fueron olvidadas por la historia, otras no son todavía consideradas, pero estas historias cortas destacan la fuerza intrínseca de las mujeres que frente a situaciones difíciles, independiente de la época y del continente: en casi todas las historias contadas por Pénélope Bagieu, las mujeres comienzan muy a menudo por tener que luchar contra los prejuicios o superar dificultades porque están o se sienten diferentes.

## Publicación
Culottées ha sido prepublicado en un blog albergado por la versión web del periódico Le Monde, al ritmo de una biografía semanal cada lunes, entre el 11 de enero de 2016 y el 17 de octubre de 2016, con una pausa estival. La abertura del blog era inicialmente prevista para fines de enero de 2016, coincidiendo con el Festival Internacional de la Historieta de Angulema. Sin embargo fue adelantada de tres semanas, con el fin de hacer eco a los debates sobre el lugar de las mujeres en el mundo del cómic y en la sociedad en general, y en particular la polémica ausencia de mujeres entre los autores nombrados al gran premio del festival de Angulema 2016.
El contenido del blog ha sido luego el objeto de una publicación en dos volúmenes, por Gallimard, adornados de dibujos adicionales.

### Valerosas1
1. Clémentine Delait, mujer barbuda: dueña de bar francés, conocida como mujer barbuda entre la primera y la Segunda Guerra Mundial.
2. Nzinga, reina del Ndongo y del Matamba: reina de dos reinos africanos del siglo XVII en el actual Angola.
3. Margaret Hamilton, actriz estadounidense del siglo XX, conocida por su rol de bruja en El Mago de Oz.
4. Las Mariposas, hermanas rebeldes: Patria, Minerva y María Teresa Mirabal, se opusieron a la dictadura dominicana en los años 1950.
5. Josephina van Gorkum, enamorada testaruda: holandesa católica del siglo XIX, se opuso a la segregación religiosa de su época.
6. Lozen, guerrera y chamán: apache del siglo XIX.
7. Annette Kellermann: australiana, pionera de la natación femenina al principio del siglo XX.
8. Delia Akeley, exploradora estadounidense del siglo XX, especialista de África.
9. Joséphine Baker, bailarina, parte de la resistencia francesa durante la Segunda Guerra Mundial, madre de familia: estadounidense nacionalizada francesa, artista del siglo XX.
10. Tove Jansson, pintora, creadora de los Mumins: ilustradora y escritora finlandesa del siglo XX.
11. Agnodice, ginecóloga: una de las primeras mujeres médica de la Grecia antigua (IV a. C.).
12. Leymah Gbowee, trabajadora social: responsable del Movimiento pacifista de las mujeres de Liberia, premio Nobel de la Paz 2011.
13. Giorgina Reid, guardiana de faro: diseñadora estadounidense del siglo XX, responsable de la salvaguarda del faro de Montauk.
14. Christine Jorgensen, celebridad: primera mujer transgénero mundialmente conocida.
15. Wu Zetian: emperatriz china del siglo VII.

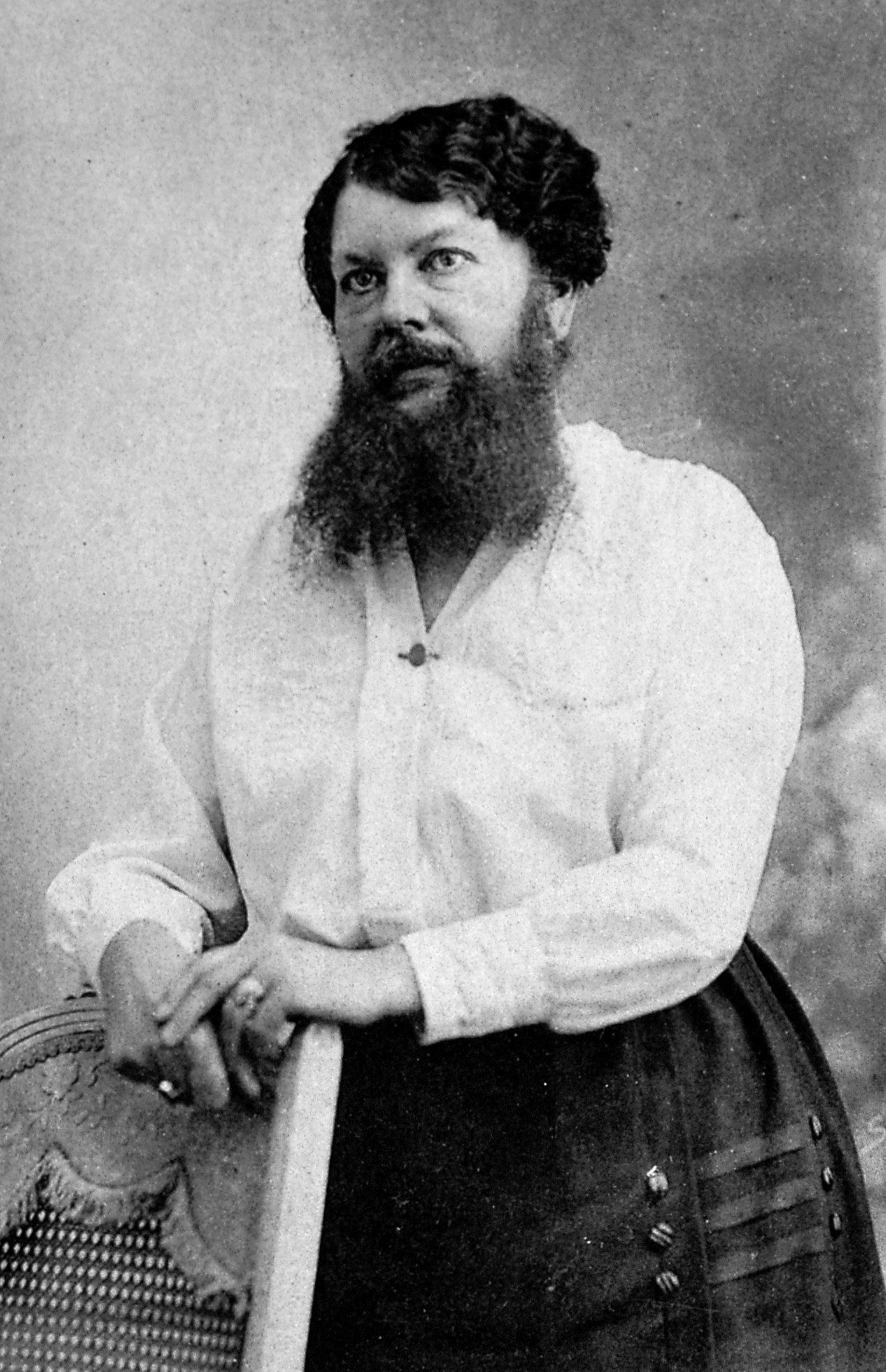
Clémentine Delait.
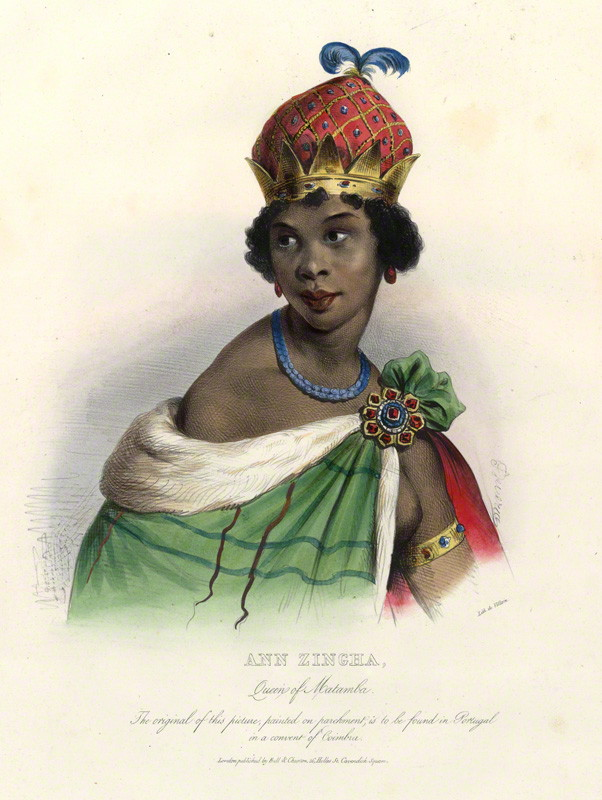
Nzinga.
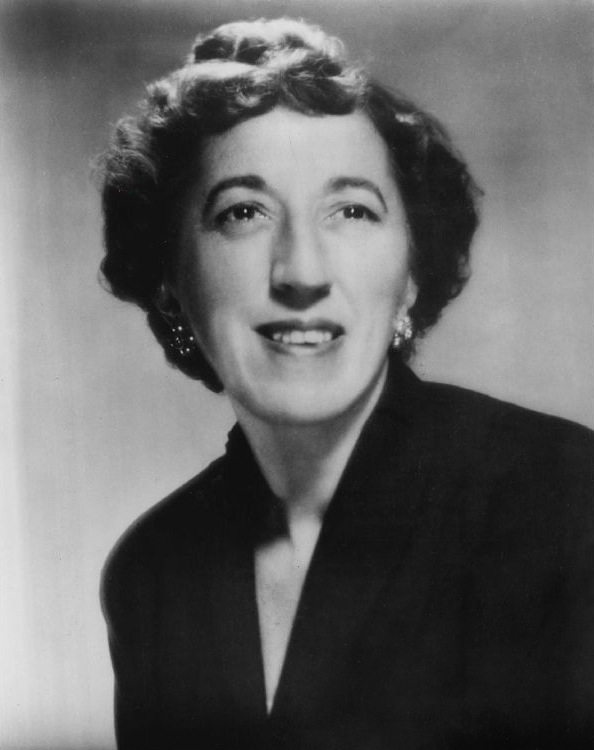
Margaret Hamilton.
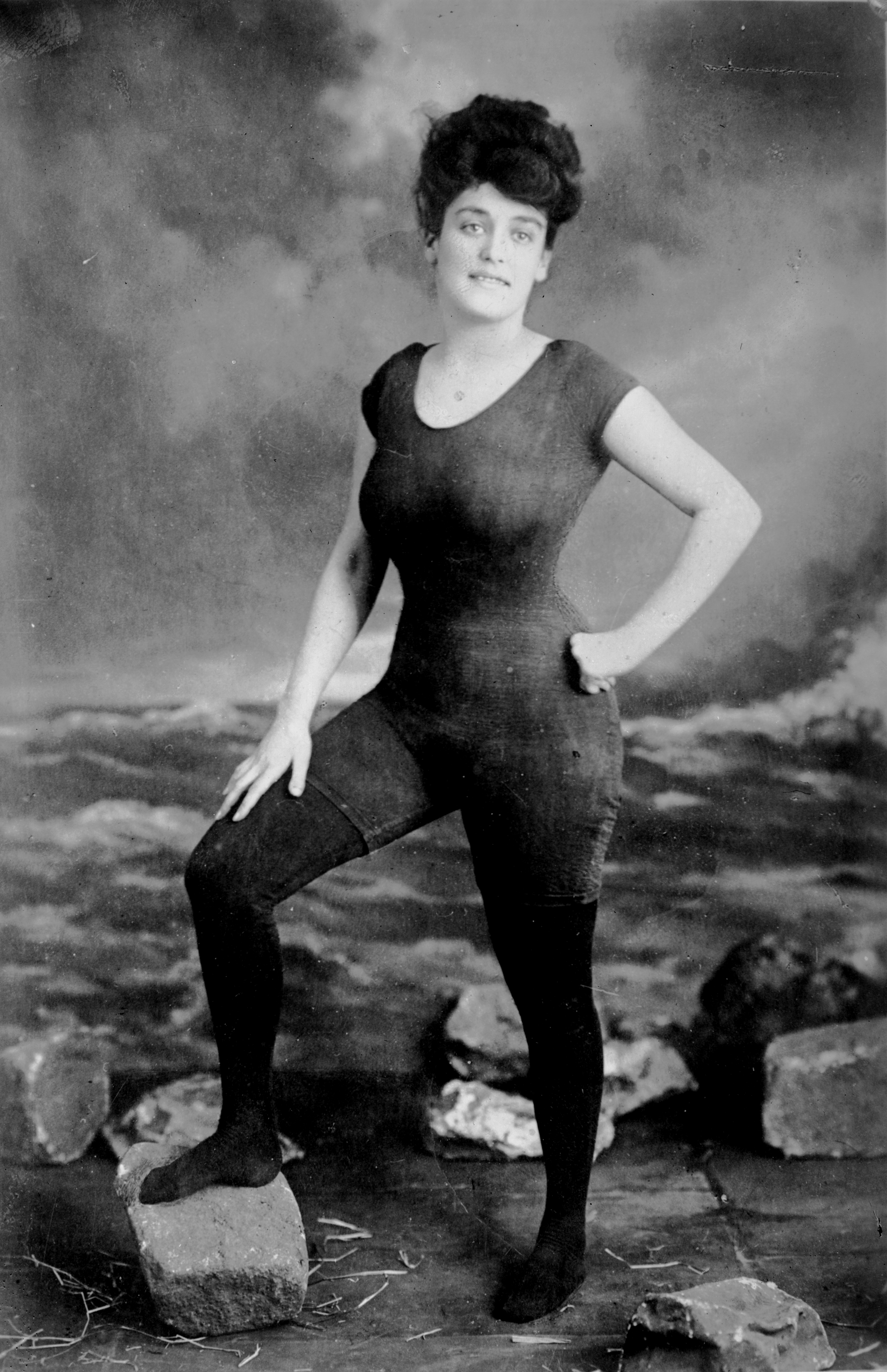
Annette Kellerman.
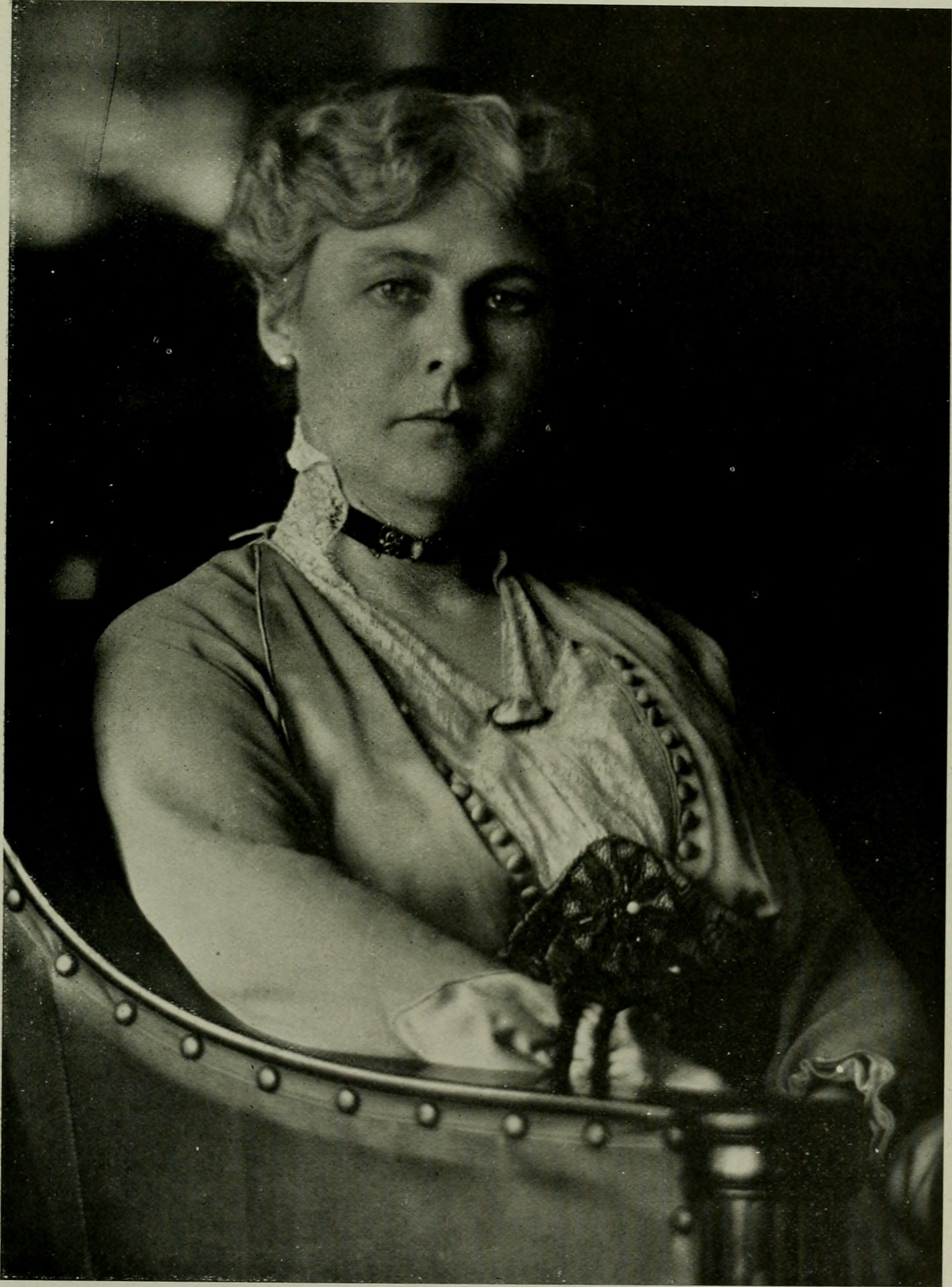
Delia Akeley.
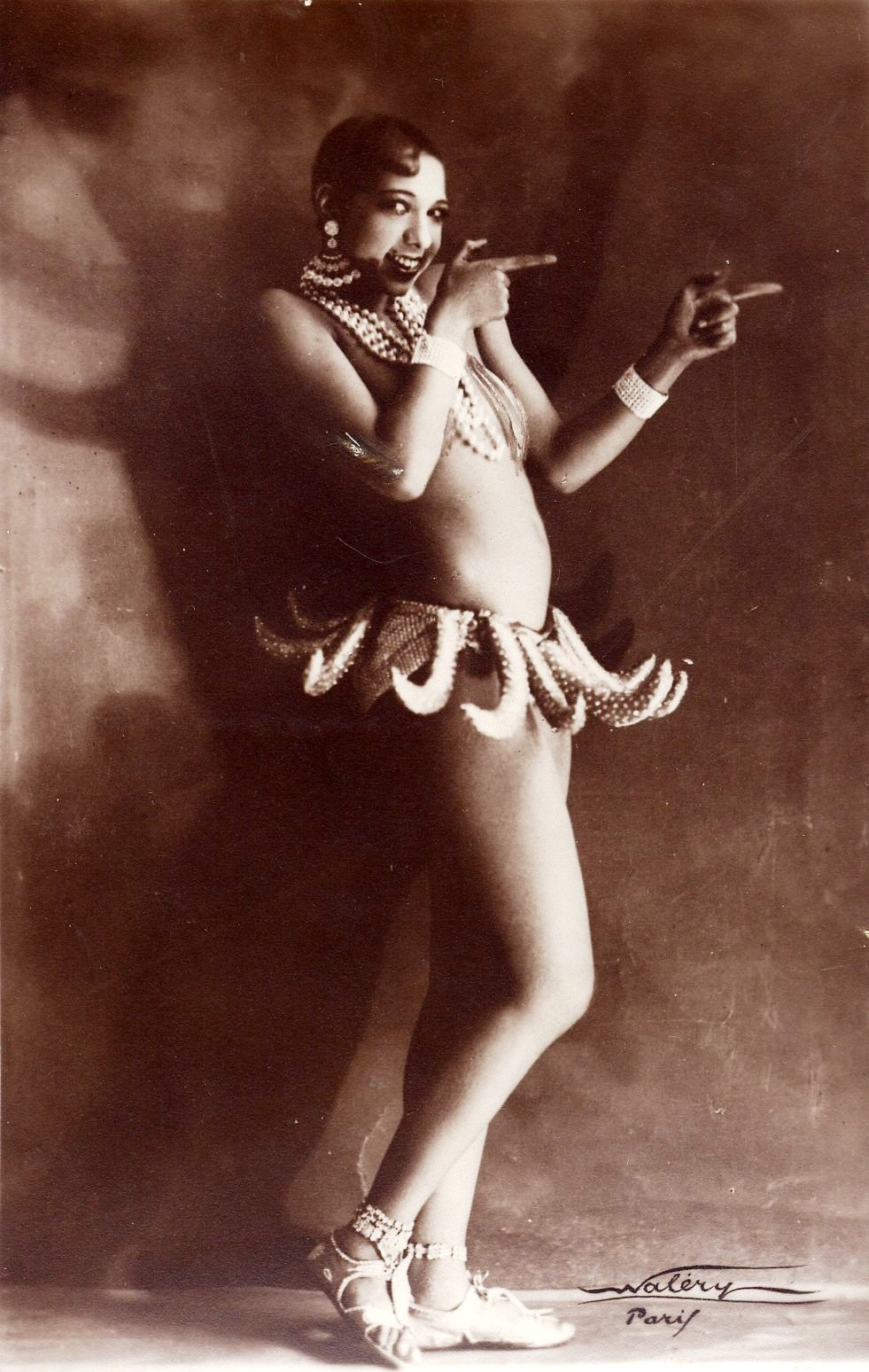
Joséphine Baker.
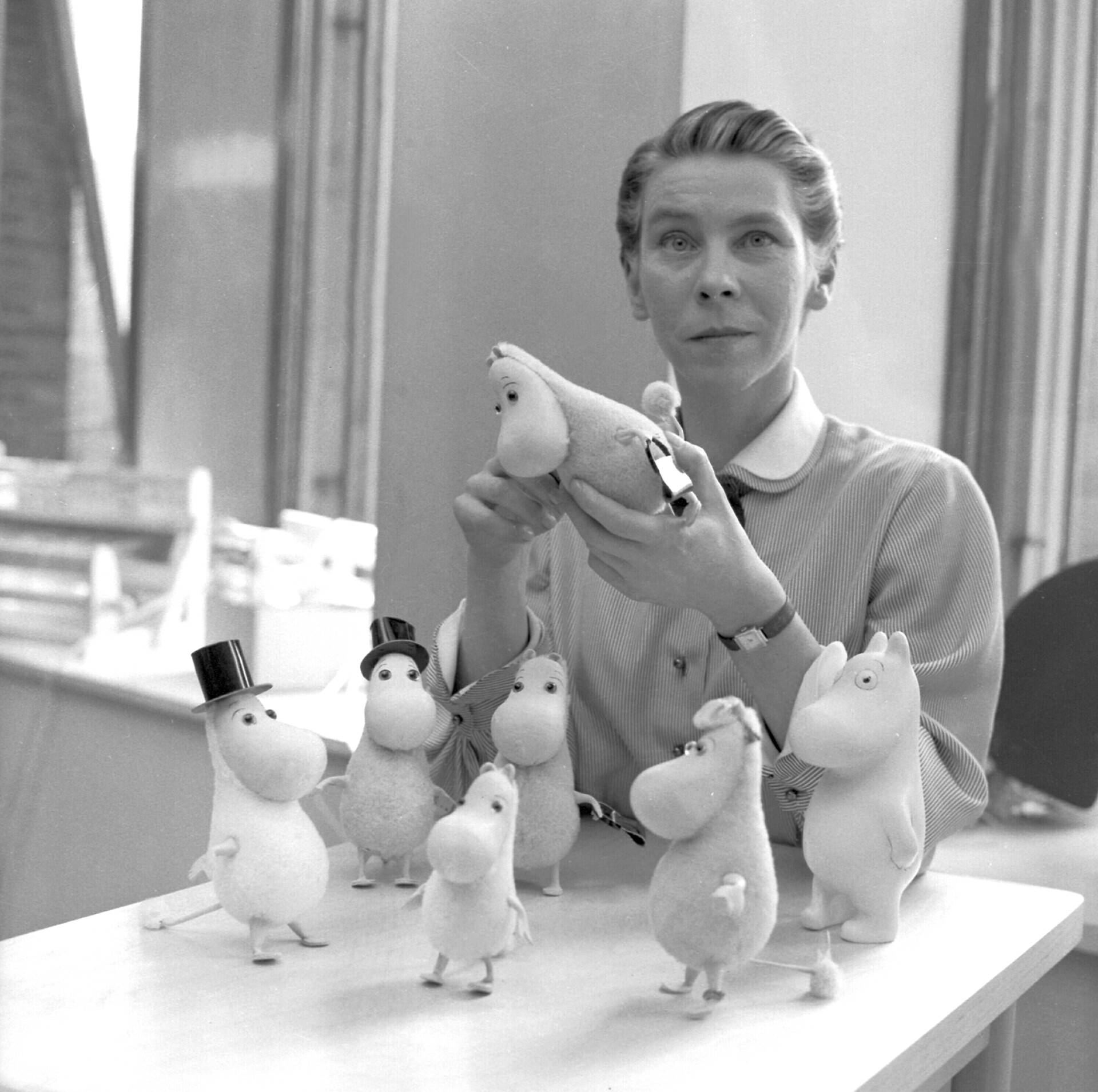
Tove Jansson.
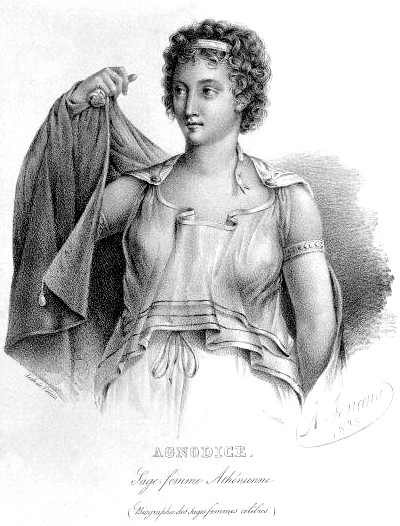
Agnodice.
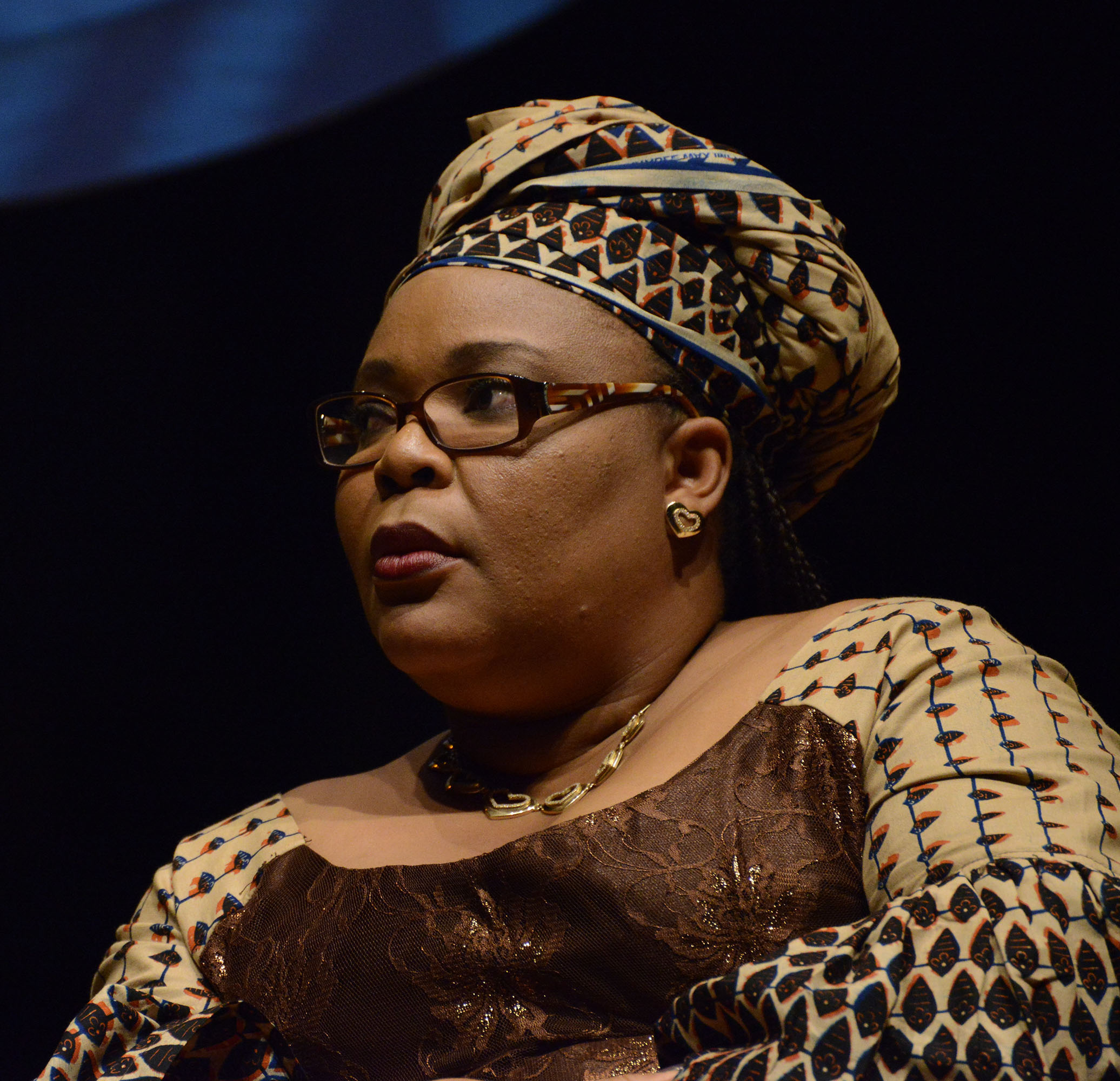
Leymah Gbowee.
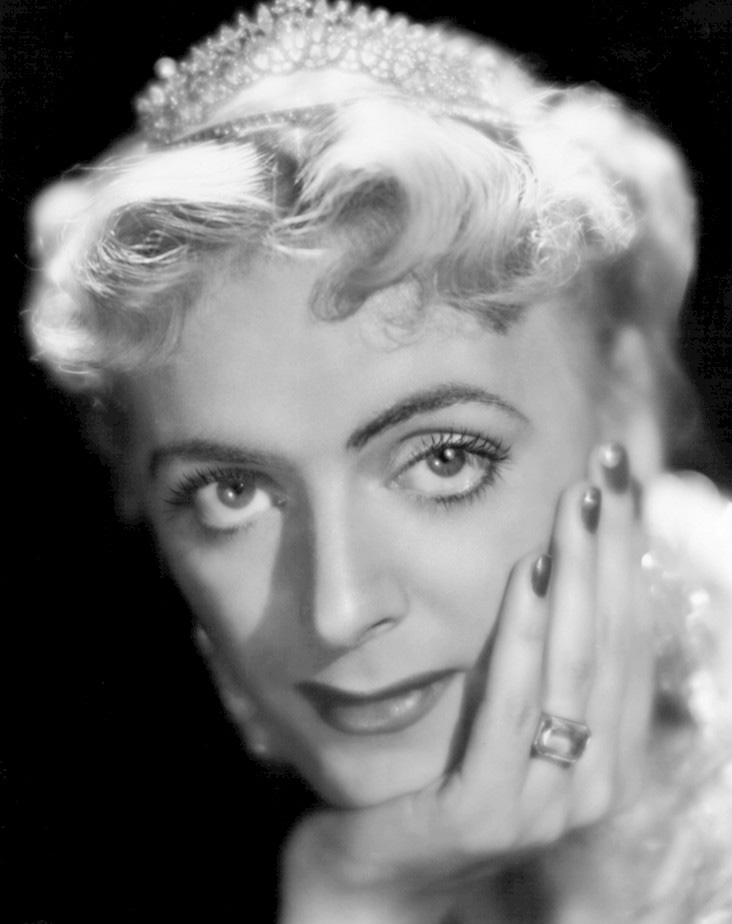
Christine Jorgensen.
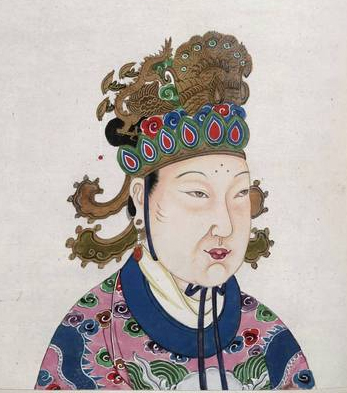
Wu Zetian.

### Valerosas2
1. Temple Grandin, intérprete de los animales: estadounidense del siglo XX, profesora de zootecnica, comprometida en la defensa del bienestar animal.
2. Sonita Alizadeh, rapera y activista feminista afgana del siglo XXI.
3. Cheryl Bridges, atleta estadounidense especializada en maratón y militante para los derechos de las mujeres del siglo XX.
4. Thérèse Clerc, utopista realista: militante feminista francesa del siglo XX, creadora de la Casa de las Babayagas.
5. Betty Davis, autora-compositora: modelo y cantante estadounidense de los años 1970.
6. Nellie Bly, periodista: periodista estadounidense de los siglos XIX y XX, pionera del reportaje clandestino.
7. Phulan Devi, reina de los bandidos: líder de gang y luego diputada india del final del siglo XX.
8. The Shaggs, rock stars: grupo de rock estadounidense de los años 1960, compuesto de las tres hermanas Dote, Betty y Helen Wiggin.
9. Katia Krafft, vulcanóloga: vulcanóloga francesa activa en los años 1970 y 1980.
10. Jesselyn Radack, abogada: abogada estadounidense especializada en la defensa de los derechos humanos y de los lanzadores de alerta en el siglo XXI.
11. Hedy Lamarr, actriz, inventora: austríaca nacionalizada estadounidense, estrella de Hollywood del siglo XX.
12. Naziq al-Abid, activista de buena familia: pionera de la independencia nacional y de los derechos de las mujeres en Siria al principio del siglo XX.
13. Frances Glessner Lee, miniaturista del crimen: médico forense estadounidense del siglo XX, pionera de esta ciencia.
14. Mae Jemison, astronauta: estadounidense, primera mujer afroamericana a estar en el espacio en 1992.
15. Peggy Guggenheim, enamorada del arte moderno: patrocinadora estadounidense, coleccionista de arte moderno y galerista del siglo XX.

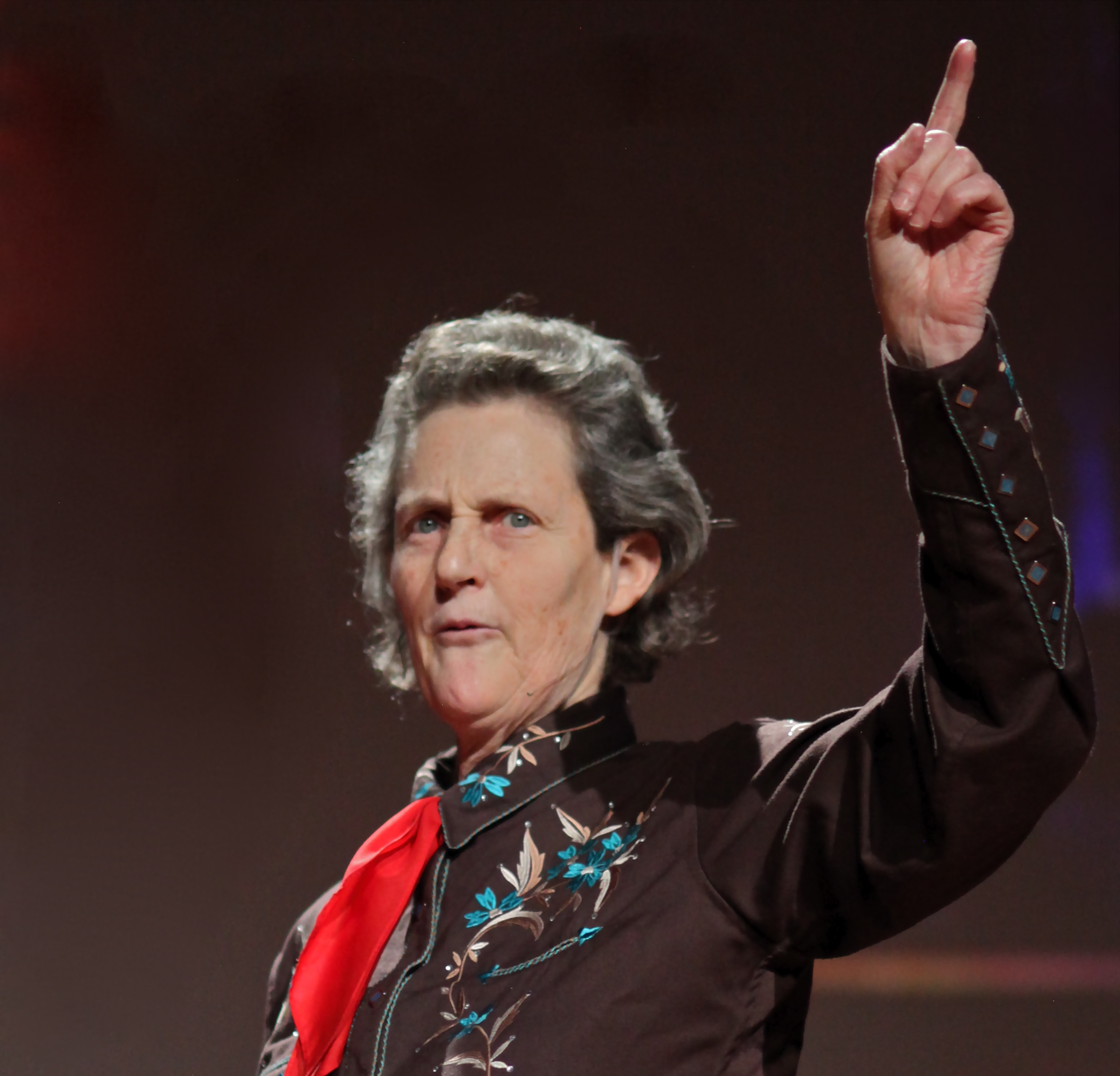
Temple Grandin
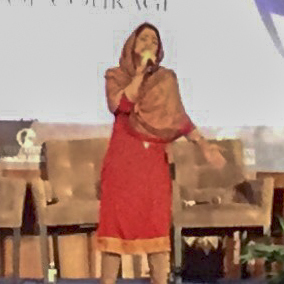
Sonita Alizadeh
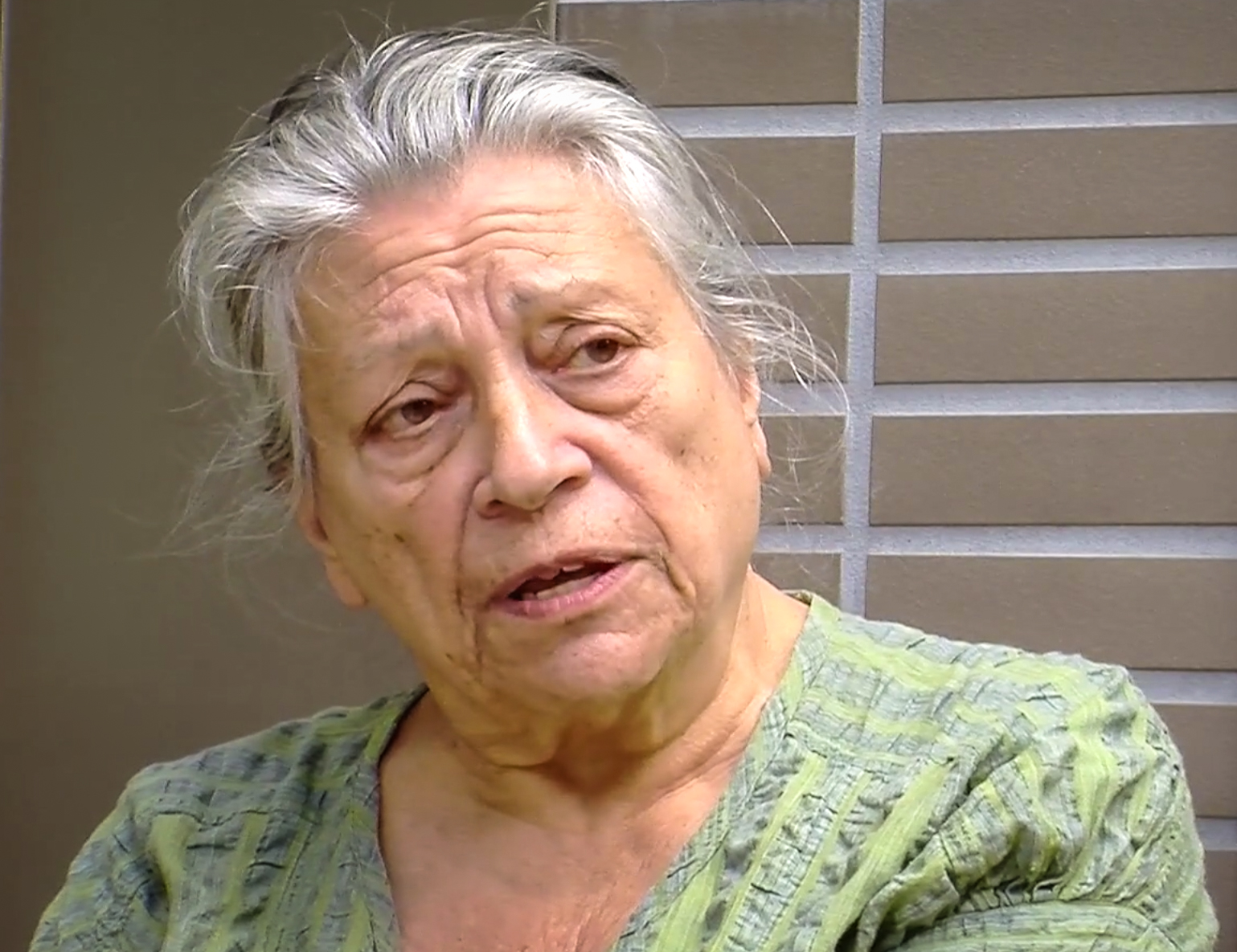
Thérèse Clerc
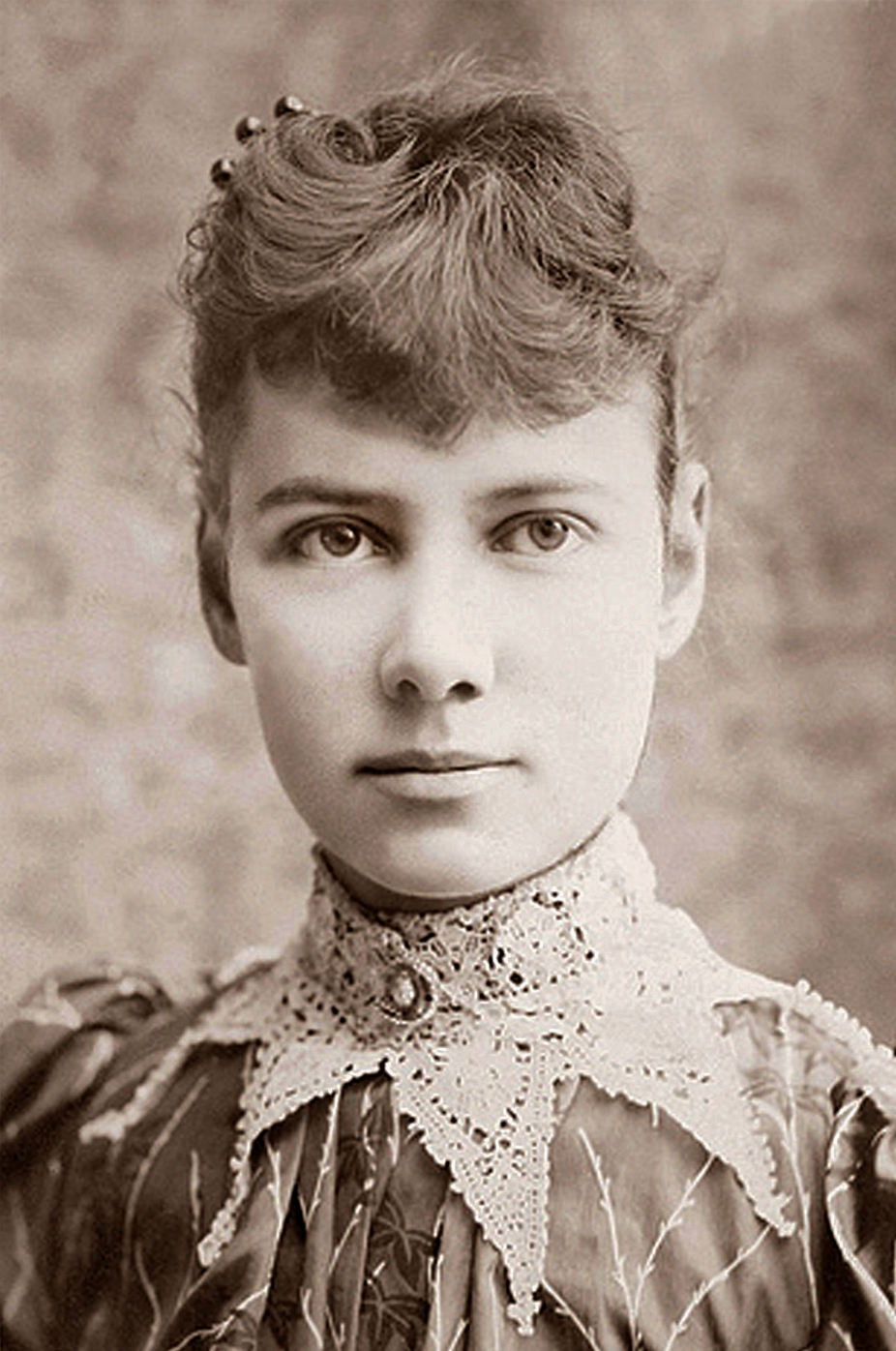
Nellie Bly
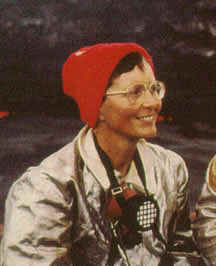
Katia Krafft
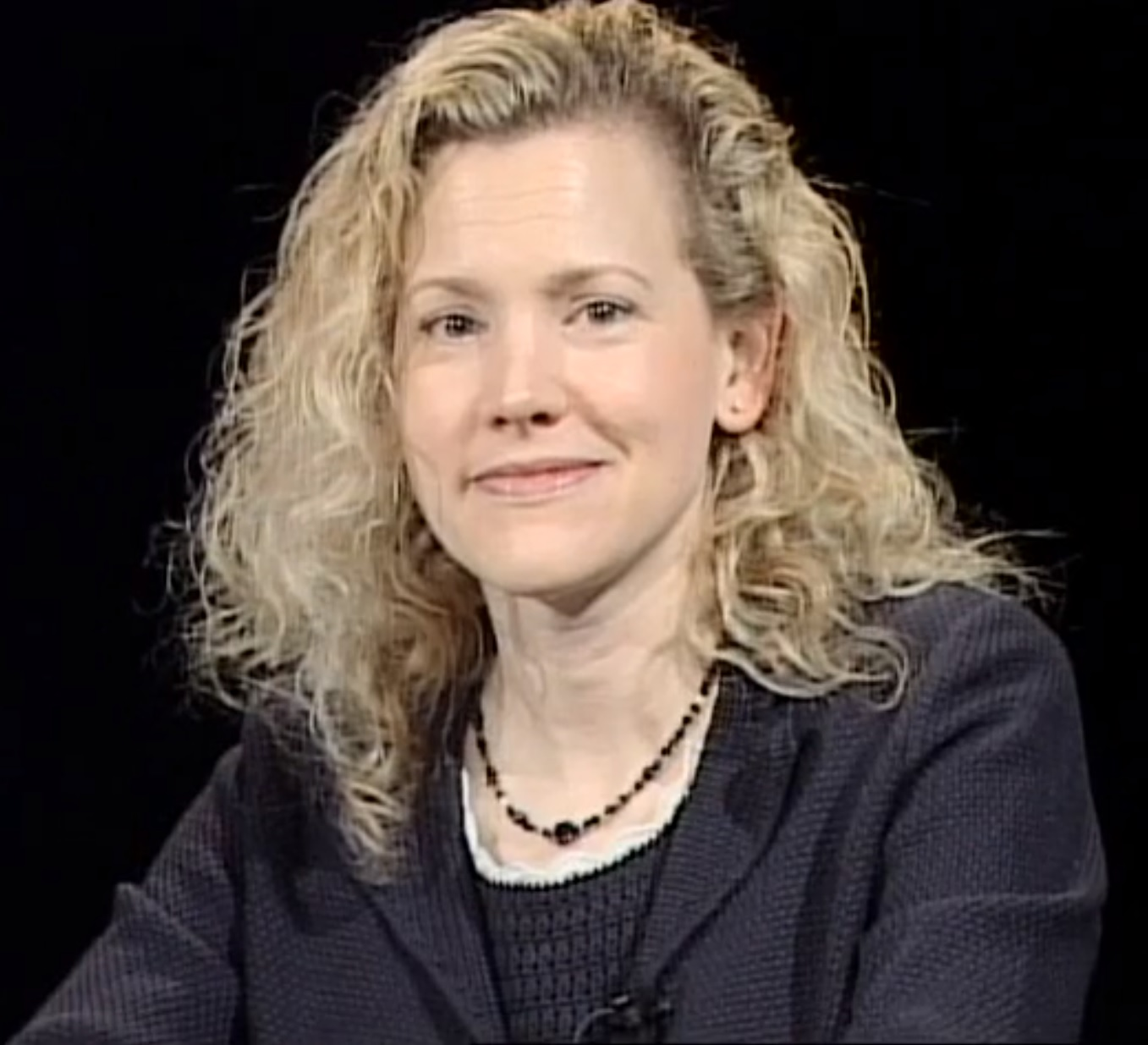
Jesselyn Radack
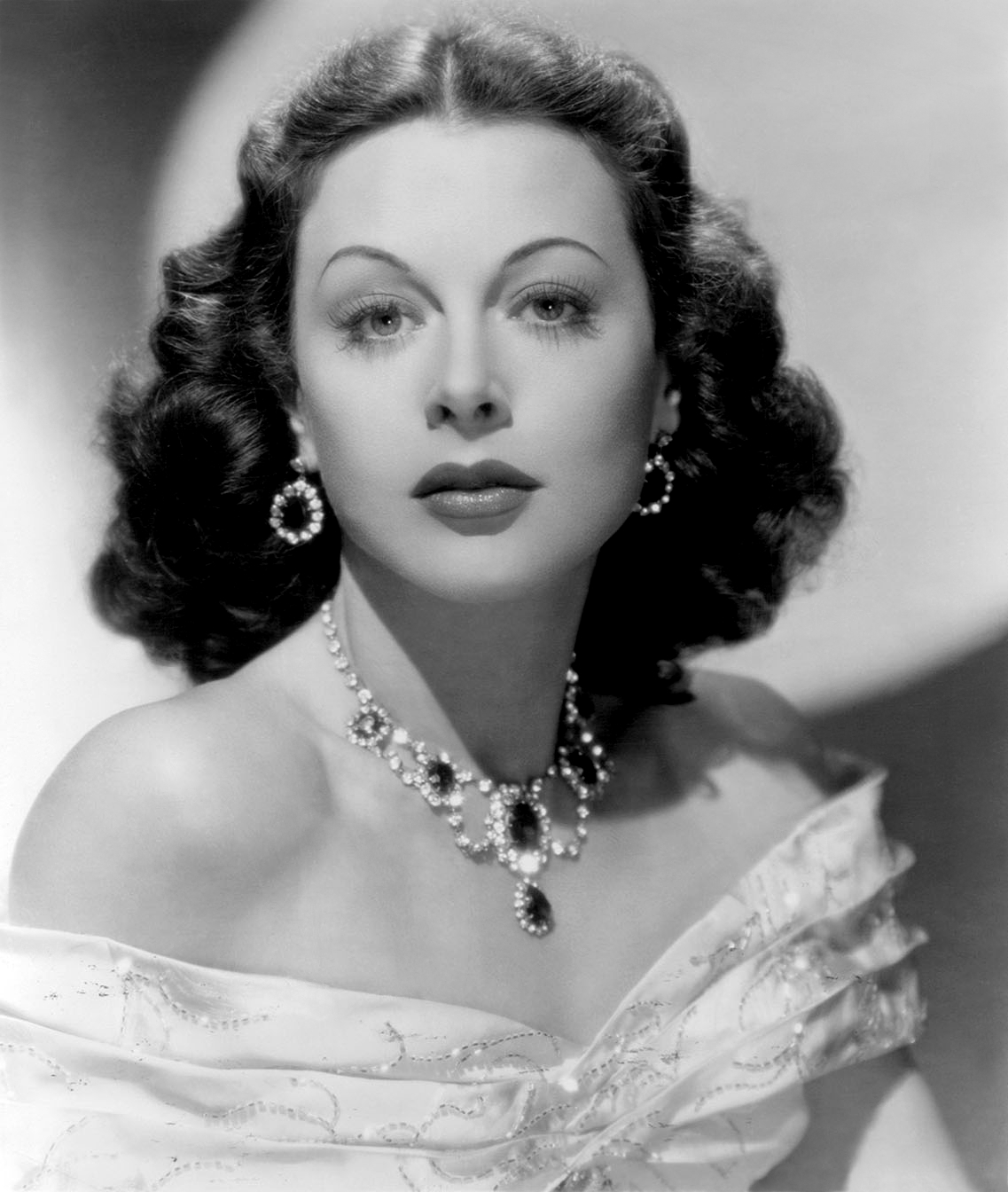
Hedy Lamarr
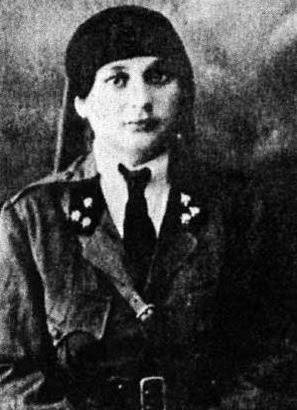
Naziq al-Abid
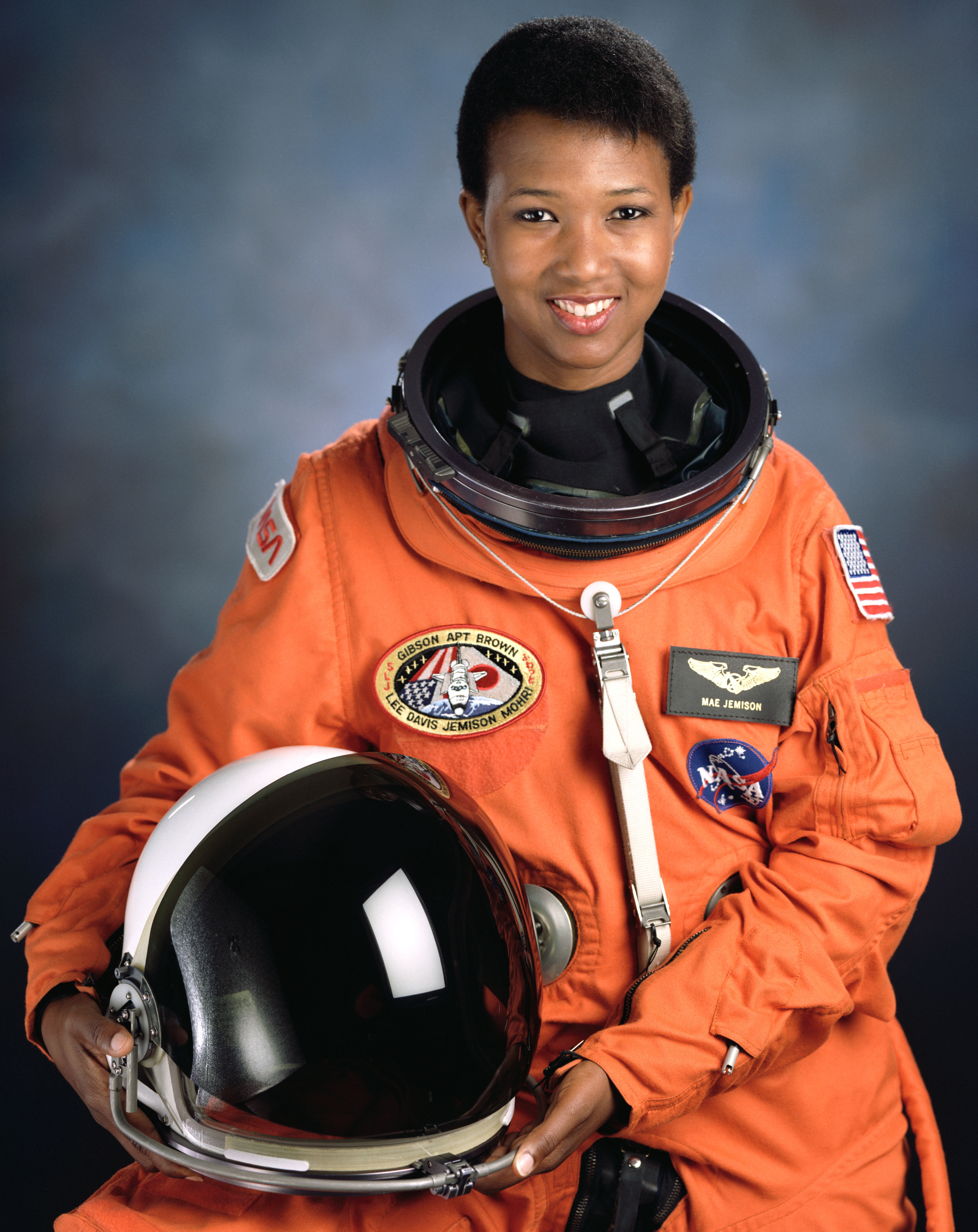
Mae Jemison
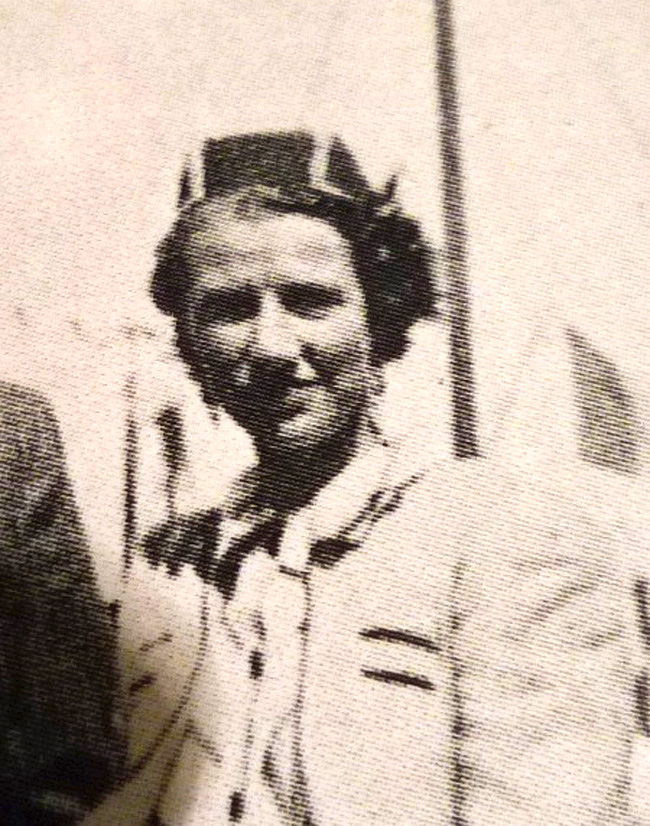
Peggy Guggenheim

## Traducciones

### En inglés
Culottées ha sido adaptada en inglés en un volumen único bajo el título Brazen: Rebel Ladies Who Rocked the World. En esta versión no se incluyó la biografía de "Phulan Devi, reina de los bandidos", porque mencionaba su violación a la edad de diez años por su marido, historia considerada demasiado chocante para el joven público al cual la obra estaba destinado.
Brazen ha sido publicado casi simultáneamente, en marzo de 2018, por Roaring Brook Press en Estados Unidos y por Ebury Publishing en Reino Unido.

### En español
Culottées ha sido traducido al español por Fernando Ballesteros Vega: el primer volumen fue publicado en octubre de 2017 por Dibbuks, el segundo fue publicado en octubre de 2019 por Malpaso Editorial. Ambos con el título Valerosas.

## Adaptación como serie animada

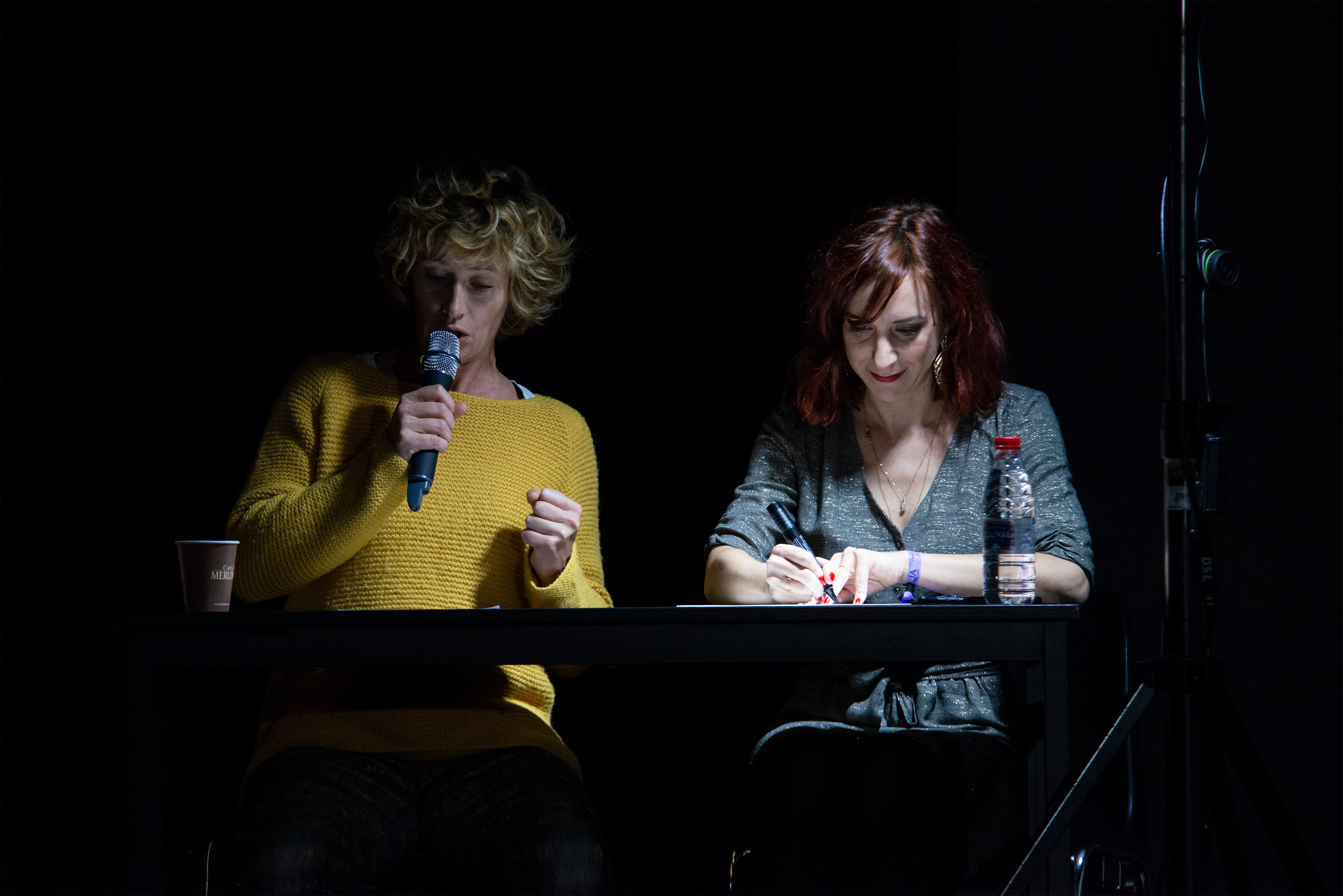
Estreno de capítulos de Culottées, Cécile de France y Pénélope Bagieu, Festival de Angulema 2020.

Durante el Festival de Angulema 2019, Pénélope Bagieu ha anunciado la adaptación en animación de su obra.
La adaptación consistió en una serie de 30 capítulos de 3 min 30 s., producida por Silex Films y realizada en el studio Silex Animation en Angulema. El genérico muestra créditos para Phuong Mai Nguyen y Charlotte Cambon de Lavalette en la dirección, Émilie Valentin y Élise Benroubi en el escenario, con una adaptación gráfica por Sarah Saidan. Cécile de France realiza la narración.
El estreno ha tenido lugar durante el Festival de Angulema 2020, el 31 de enero. La serie fue distribuida en France 5 a partir de marzo de 2020 y disponible en streaming vídeo en el sitio web de France Télévisions. Es España la serie fue presentada en el marco del IV Festival de Cine por Mujeres.

## Premios y distinciones
- 2016: Finalista del premio Bédélys Mundo para el volumen 1.
- 2019: Premio Eisner de la Mejor Edición Estadounidense de Material Extranjero[14]